# Roselin pourpré
Haemorhous purpureus
Espèce
Statut de conservation UICN

 LC  : Préoccupation mineure
Le Roselin pourpré (Haemorhous purpureus, anciennement Carpodacus purpureus) est une espèce de passereaux (ordre des Passeriformes) appartenant à la famille des Fringillidae.

## Description
Cette espèce mesure de 14 à 16 centimètres. Le bec est de couleur corne. Le mâle présente un plumage qui va du rose framboise clair au rouge pourpré vif. Son dos rayé, sa queue encochée, ses ailes sont brunâtres. Le plumage de la femelle est rayé de brun. Ce qui la différencie du Roselin familier (Carpodacus mexicanus), c'est un grand sourcil blanc et un large bandeau brun. Les sous-caudales sont à peine rayées. Le jeune ressemble à la femelle. Son plumage ne vient à maturité qu'après la première année.

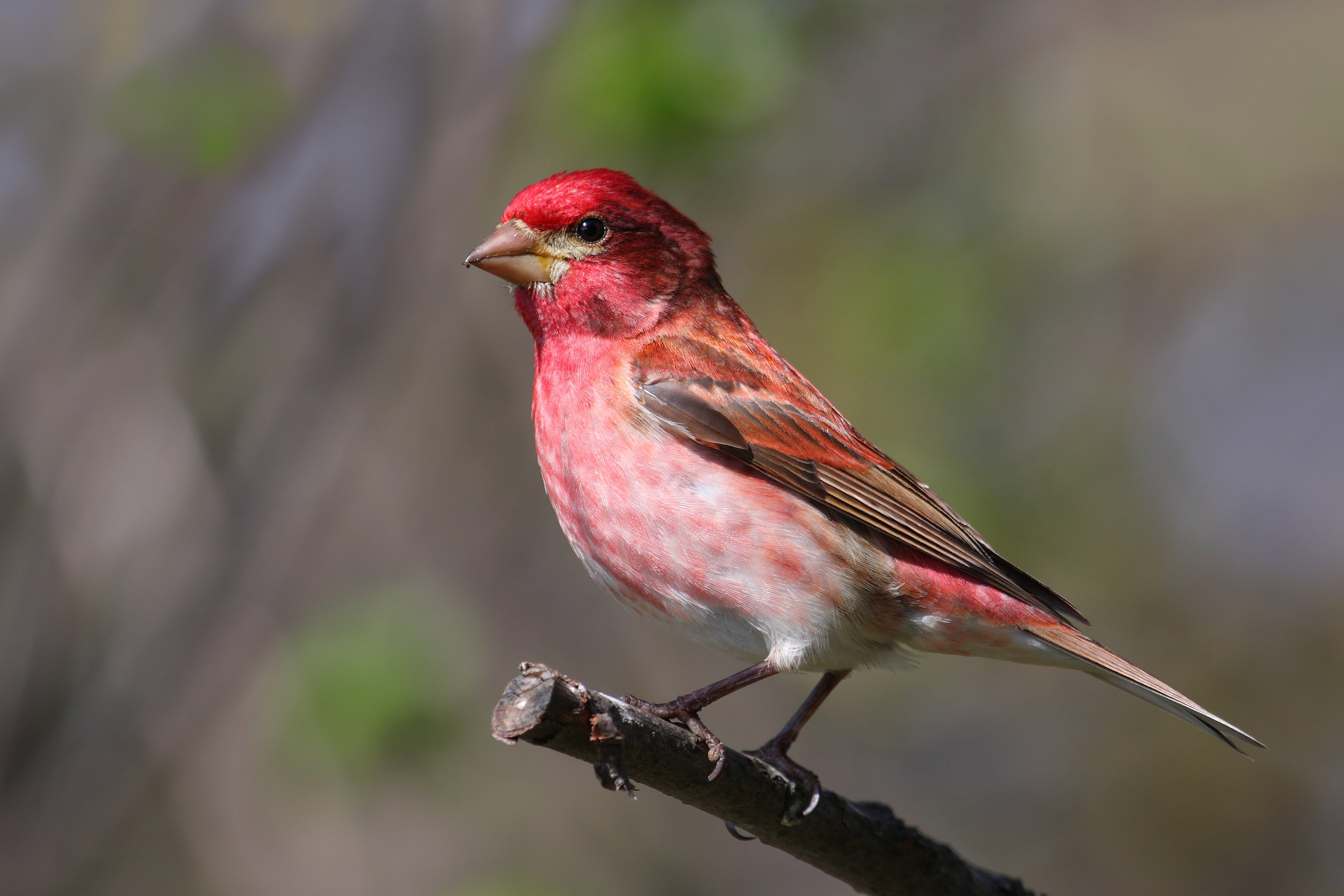
Roselin pourpré mâle

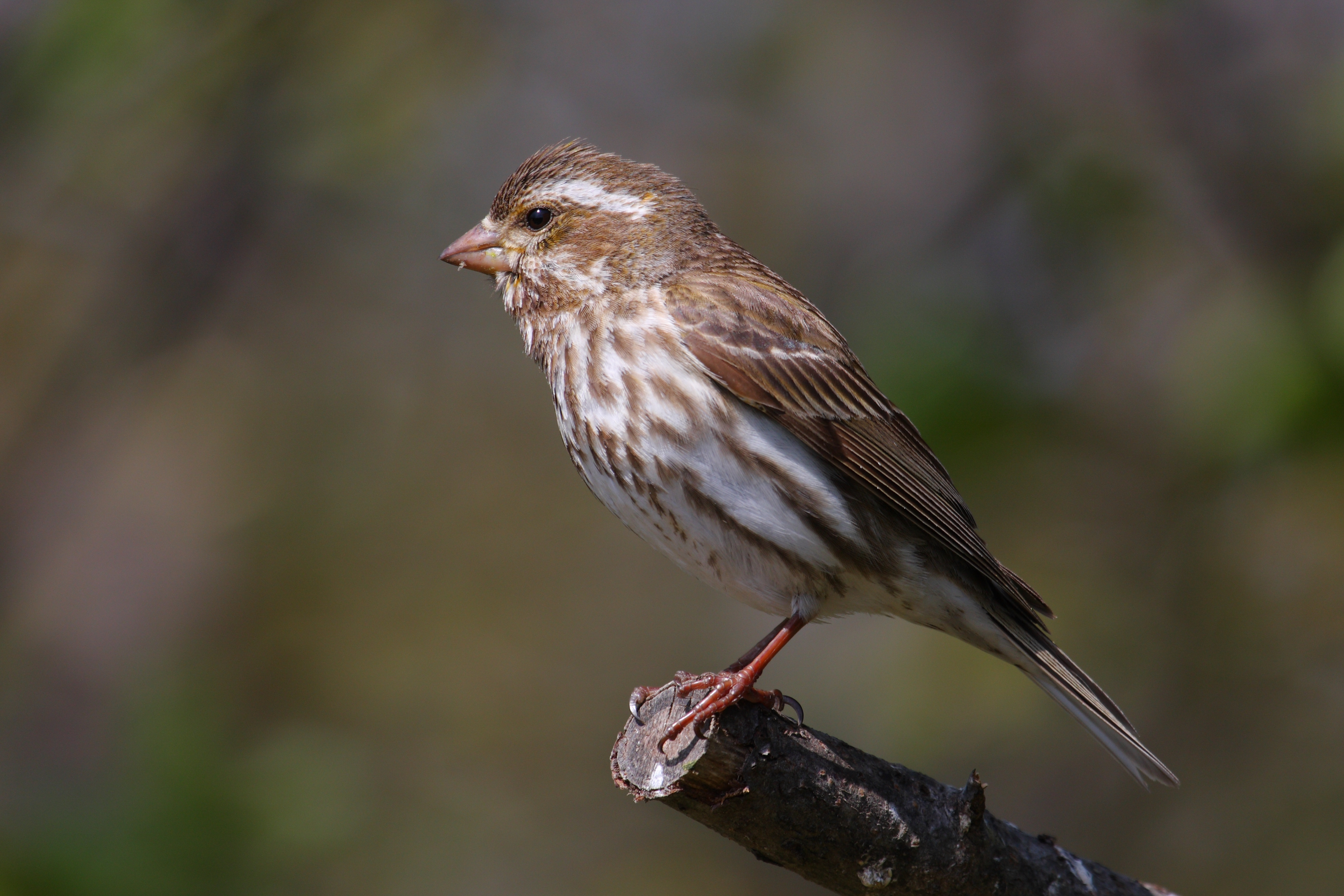
Roselin pourpré femelle

## Répartition

Répartition géographique :
présence toute l'année
aire de reproduction
aire d'hivernage

Cet oiseau niche sur la frange côtière de l'ouest des États-Unis et dans le nord de la Basse-Californie. Il hiverne dans cette zone et dans la région située juste à l'est de celle-ci.
Il se reproduit et hiverne aussi dans le nord-est des États-Unis et dans la région des Grands Lacs. Une partie des individus migre et hiverne dans tout le tiers oriental des États-Unis, sauf dans le sud de la Floride.
Cet oiseau est aussi un visiteur d'été ou un nicheur occasionnel dans tout le sud du Canada.
Au Québec, selon l'Atlas des oiseaux nicheurs du Québec méridional, cette espèce niche dans toutes les régions du Québec méridional. Sa fréquence d'observation est élevée partout, quoiqu'elle soit un peu plus faible dans la région de Montréal et en Montérégie où les conifères sont moins nombreux. Toutefois, on ne peut pas expliquer pourquoi l'espèce est également moins fréquente sur l'île d'Anticosti.
Des oiseaux égarés ont été notés aux Bermudes (trois observations) et au large de Resolution Island, l'île au nord de Terre-Neuve.
On le retrouve dans les forêts mixtes et de conifères. On peut l'apercevoir, l'hiver, dans des parcs et jardins où poussent de nombreux arbres et arbustes.

## Sous-espèces
Cet oiseau est représenté par 2 sous-espèces :
- H. p. purpureus (Gmelin, 1789) : Canada (Colombie Britannique, Alberta, Saskatchewan, sud du Manitoba, Ontario, Québec, Nouveau-Brunswick et Nouvelle-Écosse), États-Unis (tout le tiers est sauf le sud de la Floride) ;
- H. p. californicus (Baird, 1858), plus chamois dessous et les raies plus floues en particulier chez la femelle : toute la frange côtière de l’ouest des États-Unis, nord de la Basse Californie et nord-ouest du Mexique (est du Sonora et ouest du Chihuahua).

La forme C. p. nesophilus Burleigh & Peters, 1948 n’est pas toujours retenue, selon les auteurs, comme sous-espèce valide.

## Habitat
Le roselin pourpré est tributaire des forêts de conifères et mixtes ainsi que de leurs lisières en plaine, sur les collines, sur les plateaux (mesas) et dans les canyons. Mais il fréquente aussi les formations secondaires, les boqueteaux, les cultures et les zones habitées où il visite les conifères ornementaux, les parcs, les plantations autour des fermes, les vergers et les jardins notamment dotés de mangeoires, surtout en hiver.

## Alimentation
Comme le dénote son bec conique, le roselin pourpré est granivore. Il consomme des graines de conifères, des bourgeons, des insectes et au sol des mauvaises herbes.
Il se nourrit surtout de graines de plantes herbacées en hiver et au printemps et, à moindre degré, de bourgeons de pommier, érable, bouleau et autres arbres. À la fin du printemps, il capture aussi des insectes (scarabées, chenilles et larves). En été, il mange surtout des baies et des fruits, sauvages et cultivés (cornouiller, viorne, sureau, chèvrefeuille, fraise, framboise, mûre et cerise). Il prélève également des graines d’arbres (peuplier, frêne et orme) et des bourgeons (chêne et érable). Il a aussi été observé en train de se nourrir, au début du printemps, de bourgeons de Populus tremuloides, de Prunus serotina, d’Ulmus americana et, en hiver, de baies de Juniperus virginiana et d’Ilex verticillata. Il est friand de graines et de sève de sycomore, de baies de sumac, de bourgeons de sapin baumier et de bourgeons floraux d’arbres fruitiers. Il visite aussi les mangeoires pour se nourrir de graines de tournesol.
Les roselins pourprés prélèvent naturellement des bourgeons floraux d’arbres fruitiers
sauvages et se sont adaptés à ébourgeonner les arbres cultivés (pommier, cerisier,
pêcher et prunier). Mais Forbush (in Bent 1968) précisait que la consommation des bourgeons et des graines des arbres fruitiers cultivés n’est pas excessive car ils ne concentrent pas leur activité uniquement sur les bourgeons, prélevant aussi, dans le même secteur, de nombreuses graines de mauvaises herbes. En outre, ils détruisent quantités d’insectes dans les vergers et en zone boisée.
Lorsque la nourriture se fait rare, il se nourrit de tournesol noir, de millet ou du chardon dans des mangeoires ou sur des plateaux.

## Parade nuptiale
Elle est remarquable et a été abondamment décrite dans la littérature mais les meilleures séquences, bien qu’anciennes, ont été rapportées.
Le mâle émet habituellement son chant nuptial perché, bien en vue, du haut d’un conifère ou plus rarement d’un rocher. Puis il prend son essor en battant amplement des ailes un peu à la manière d’un bruant lapon tout en lançant ses longues phrases sonores. Puis il revient à son perchoir, arrête de chanter et s’étire de tout son long, bat des ailes très rapidement un peu à la manière d’un colibri et s’envole rejoindre la femelle posée en contrebas où se produit habituellement l’accouplement. Les deux partenaires se figent alors sur place et s’observent pendant quelques secondes. Enfin la femelle secoue son plumage et s’envole, suivie par le mâle.

## Nidification
La plupart des nids sont construits dans des conifères, surtout des épicéas et dans les parties les plus épaisses, souvent assez près de la cime des arbres, entre quatre mètres cinquante et six mètres du sol. Localement, des genévriers denses sont très prisés mais de grands cèdres ou pins peuvent aussi être adoptés avec des nids alors placés de neuf à douze mètres de hauteur. Ils consistent en un assemblage de fines brindilles, de racines, de radicelles et d’herbes avec un revêtement intérieur de crin de cheval et de poils de porc.
La femelle pond de 4 à 5 œufs bleu-vert tachetés. Pendant 13 jours, elle couve seule ses œufs et elle est nourrie par le mâle.
Les petits demeurent au nid environ deux semaines, mais restent encore dépendants de leurs parents quelque temps après leur départ du nid.

## Parade d'intimidation
Une étude au moyen d’une caméra des différentes parades d’intimidation a été réalisée 
sur une station de nourrissage à Elkhart, Sheboygan County, Wisconsin en janvier 1985.
Dans ce site, les roselins pourprés sont des visiteurs hivernaux irréguliers et forment des
groupes variant de 10 à 20 sujets.
L’auteur a distingué trois types de parade. Le premier type est la parade de la « tête
abaissée » avec le corps à l’horizontale, les plumes du cou partiellement allongées et le
bec pointé vers l’intrus. Le deuxième type est la parade de la « tête relevée » où l’oiseau
se met à la verticale, exhibe les plumes allongées de son cou et garde souvent le bec
grand ouvert. Enfin le troisième type est la parade dite du « bec » où l’oiseau se tient aussi
verticalement, le corps allongé au maximum mais avec le bec ostensiblement pointé vers
le bas, en direction de son concurrent. Les deux rivaux s’affrontent parfois bec à bec et
peuvent se livrer alternativement à cette parade du bec menaçant. Les vainqueurs sont
ceux qui adoptent le plus souvent la parade du bec. Les perdants n’adoptent pas d’attitude
de soumission mais s’enfuient le plus souvent, parfois après avoir échangé quelques
coups de bec.

## Prédation
L’homme est, ou a été, la plus grande menace pour cet oiseau en le capturant et en
le vendant comme oiseau de cage mais ce trafic a fort heureusement cessé dans la plupart
des localités. Il est occasionnellement parasité par le Vacher à tête brune (Molothrus ater). Ainsi,
un cas d’un nid contenant quatre œufs de vacher en
même temps que sept œufs de roselin pourpré est connu.

## Chant
C'est un gazouillis rapide et mélodieux comme un wiidi-ooli long et animé, se terminant par un dri-ur enroué. Lorsqu'il est en vol, il fait entendre un pik court.